# Iosif Boroș

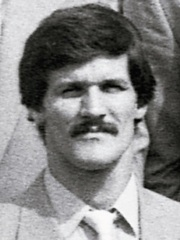
Iosif Boroș

Iosif Boroș (* 19. März 1959 in Săcele) ist ein ehemaliger rumänischer Handballspieler.
Er spielte für den HC Minaur Baia Mare und gewann mit dem Club 1985 den IHF-Pokal. 1990 ging er nach Spanien.
Für die rumänische Nationalmannschaft bestritt Boroș 165 Länderspiele, in denen er 252 Tore erzielte. Sowohl bei den Olympischen Spielen 1980 in Moskau als auch bei den Olympischen Spielen 1984 in Los Angeles gewann er mit Rumänien die Bronzemedaille. Bei der Weltmeisterschaft 1986 wurde er mit der rumänischen Mannschaft Neunter.